# Кім Хо
Кім Хо (кор. 김호, нар. 24 листопада 1944, Тхонйон) — південнокорейський футболіст, що грав на позиції захисника. По завершенні ігрової кар'єри — тренер і функціонер. З 2017 року — президент футбольного клубу «Теджон Сітізен».
Виступав, зокрема, за національну збірну Південної Кореї, згодом очолював її тренерський штаб, у тому числі на чемпіонаті світу 1994 року.

## Клубна кар'єра
Народився 24 листопада 1944 року в місті Тхонйон. Протягом 1964–1973 років грав за низку південнокорейських команд.

## Виступи за збірну
1966 року дебютував в офіційних матчах у складі національної збірної Південної Кореї. Був основним захисником команди на Кубку Азії 1972 року, де вона сягнула фіналу, в якому лише у додатковий час поступилася іранцям, і стала таким чином срібним призером континентальної першості.
Загалом протягом кар'єри у національній команді, яка тривала 8 років, провів у формі головної команди країни 80 матчів.

## Кар'єра тренера
1983 року розпочав тренерську кар'єру, очоливши тренерський штаб команди клубу «Ханіл Банк», з якою пропрацював протягом п'яти сезонів.
1988 року прийняв пропозицію попрацювати зі значно амбітнішою командою «Хьонде Хорані», яка під його керівництвом 1991 року стала віце-чемпіоном Кореї.
А вже у липні наступного 1992 року став головним тренером збірної Південної Кореї, тренував національну команду два роки. Головним завданням на цій позиції був вихід збірної до фінальної частини чемпіонату світу 1994 року. Вийшовши до фінального раунду відбору, корейці, попри поразку в особистій зустрічі проти збірної Японії, зуміли обійти її за кращою різницею голів і стати одним з двох представників Азії на світовій першості.
Безпосередньо на полях США, де проходила фінальна частина чемпіонату, команда Кім Хо розпочала виступи з вольової нічиєї у грі проти Іспанії, програючи ще за п'ять хвилин до завершення гри з рахунком 0:2. У своєму другом матчі у групі азійська команда зіграла унічию 0:0 проти болівійців. У вирішальній грі групового етапу Корея після першого тайму поступалася 0:3 збірній Німеччини, а в другій половині зустрічі відквитала два м'ячі, чого, утім, виявилося недостатньо аби здобути бодай одне турнірне очко. В результаті команда Кім Хо стала третьою у своїй групі лише з двома балами, що зробило її найгіршою серед усіх команд, які посіли треті місця у групах, і не дозволило продовжити боротьбу на континентальній першості.  
Залишивши після «мундіалю» корейську збірну, повернувся до тренерської роботи на клубному рівні, ставши 1995 року головним тренером команди «Сувон Самсунг Блювінгз», з якою пропрацював дев'ять років. Протягом цих років двічі, у 1998 і 1999 роках, приводив команду до перемоги у К-Лізі.
Згодом протягом 2007–2009 років тренував команду «Теджон Сітізен», а восени 2017 року обійняв посаду президента цього клубу.
| Дата       | Місто        | Господарі         | Результат               | Гості             | Турнір                             | Голи | Примітки |
| ---------- | ------------ | ----------------- | ----------------------- | ----------------- | ---------------------------------- | ---- | -------- |
| 19-8-1966  | Куала-Лумпур | Південна Корея    | 1 – 0                   | Гонконг           | Pestabola Merdeka 1966             | -    |          |
| 21-8-1966  | Куала-Лумпур | Таїланд           | 1 – 2                   | Південна Корея    | Pestabola Merdeka 1966             | -    |          |
| 23-8-1966  | Куала-Лумпур | Південна Корея    | 0 – 2                   | Бірма             | Pestabola Merdeka 1966             | -    |          |
| 27-8-1966  | Куала-Лумпур | Малайзія          | 1 – 2                   | Південна Корея    | Pestabola Merdeka 1966             | -    |          |
| 28-8-1966  | Куала-Лумпур | Південна Корея    | 0 – 1                   | Індія             | Pestabola Merdeka 1966             | -    |          |
| 29-7-1967  | Тайбей       | Південна Корея    | 1 – 1                   | Індонезія         | Відбір до Кубка Азії 1968          | -    |          |
| 1-8-1967   | Тайбей       | Японія            | 2 – 1                   | Південна Корея    | Відбір до Кубка Азії 1968          | -    |          |
| 5-8-1967   | Тайбей       | Південна Корея    | 7 – 0                   | Філіппіни         | Відбір до Кубка Азії 1968          | -    |          |
| 1-8-1967   | Тайбей       | Тайвань           | 1 – 0                   | Південна Корея    | Відбір до Кубка Азії 1968          | -    |          |
| 11-8-1967  | Куала-Лумпур | Південна Корея    | 3 – 1                   | Індонезія         | Pestabola Merdeka 1967             | -    |          |
| 13-8-1967  | Куала-Лумпур | Південна Корея    | 1 – 0                   | Бірма             | Pestabola Merdeka 1967             | -    |          |
| 18-8-1967  | Куала-Лумпур | Тайвань           | 1 – 2                   | Південна Корея    | Pestabola Merdeka 1967             | -    |          |
| 20-8-1967  | Куала-Лумпур | Південна Корея    | 3 – 0                   | Сінгапур          | Pestabola Merdeka 1967             | -    | 25'      |
| 23-8-1967  | Куала-Лумпур | Малайзія          | 1 – 3                   | Південна Корея    | Pestabola Merdeka 1967             | -    |          |
| 26-8-1967  | Куала-Лумпур | Південна Корея    | 0 – 0                   | Бірма             | Pestabola Merdeka 1967             | -    |          |
| 5-11-1967  | Хошимін      | Південна Корея    | 1 – 0                   | Гонконг           | Кубок Незалежності В'єтнаму        | -    |          |
| 7-11-1967  | Хошимін      | Південна Корея    | 3 – 1                   | Таїланд           | Кубок Незалежності В'єтнаму        | -    |          |
| 11-11-1967 | Хошимін      | Південна Корея    | 2 – 1                   | Малайзія          | Кубок Незалежності В'єтнаму        | -    |          |
| 12-11-1967 | Хошимін      | Південний В'єтнам | 0 – 3                   | Південна Корея    | Кубок Незалежності В'єтнаму        | -    |          |
| 14-11-1967 | Хошимін      | Південна Корея    | 2 – 3                   | Австралія         | Кубок Незалежності В'єтнаму        | -    |          |
| 12-8-1968  | Куала-Лумпур | Південна Корея    | 3 – 2                   | Сінгапур          | Pestabola Merdeka 1968             | -    |          |
| 14-8-1968  | Куала-Лумпур | Тайвань           | 1 – 2                   | Південна Корея    | Pestabola Merdeka 1968             | -    |          |
| 21-8-1968  | Куала-Лумпур | Таїланд           | 1 – 2                   | Південна Корея    | Pestabola Merdeka 1968             | -    |          |
| 12-10-1969 | Сеул         | Південна Корея    | 2 – 2                   | Японія            | Відбір до ЧС 1970                  | -    |          |
| 14-10-1969 | Сеул         | Південна Корея    | 1 – 2                   | Австралія         | Відбір до ЧС 1970                  | -    |          |
| 18-10-1969 | Сеул         | Японія            | 0 – 2                   | Південна Корея    | Відбір до ЧС 1970                  | -    |          |
| 20-10-1969 | Сеул         | Австралія         | 1 – 1                   | Південна Корея    | Відбір до ЧС 1970                  | -    |          |
| 19-11-1969 | Бангкок      | Південна Корея    | 2 – 0                   | Лаос              | Кубок Короля 1969                  | -    |          |
| 21-11-1969 | Бангкок      | Південна Корея    | 2 – 0                   | Малайзія          | Кубок Короля 1969                  | -    |          |
| 23-11-1969 | Бангкок      | Таїланд           | 0 – 0                   | Південна Корея    | Кубок Короля 1969                  | -    |          |
| 26-11-1969 | Бангкок      | Південна Корея    | 3 – 0                   | Південний В'єтнам | Кубок Короля 1969                  | -    |          |
| 28-11-1969 | Бангкок      | Південна Корея    | 1 – 0                   | Індонезія         | Кубок Короля 1969                  | -    |          |
| 31-7-1970  | Куала-Лумпур | Таїланд           | 0 – 0                   | Південна Корея    | Pestabola Merdeka 1970             | -    |          |
| 2-8-1970   | Куала-Лумпур | Південна Корея    | 1 – 1                   | Японія            | Pestabola Merdeka 1970             | -    |          |
| 4-8-1970   | Пінанґ       | Південна Корея    | 4 – 0                   | Сінгапур          | Pestabola Merdeka 1970             | -    |          |
| 6-8-1970   | Куала-Лумпур | Південна Корея    | 2 – 1                   | Індонезія         | Pestabola Merdeka 1970             | -    |          |
| 9-8-1970   | Куала-Лумпур | Південна Корея    | 0 – 0                   | Гонконг           | Pestabola Merdeka 1970             | -    |          |
| 13-8-1970  | Куала-Лумпур | Південна Корея    | 3 – 2                   | Індія             | Pestabola Merdeka 1970             | -    |          |
| 16-8-1970  | Куала-Лумпур | Південна Корея    | 3 – 2                   | Бірма             | Pestabola Merdeka 1970             | -    |          |
| 10-11-1970 | Бангкок      | Південна Корея    | 3 – 0                   | Гонконг           | Кубок Короля 1970                  | -    |          |
| 12-11-1970 | Бангкок      | Південна Корея    | 4 – 0                   | Лаос              | Кубок Короля 1970                  | -    |          |
| 14-11-1970 | Бангкок      | Таїланд           | 0 – 0                   | Південна Корея    | Кубок Короля 1970                  | -    |          |
| 16-11-1970 | Бангкок      | Південна Корея    | 4 – 0                   | Сінгапур          | Кубок Короля 1970                  | -    |          |
| 18-11-1970 | Бангкок      | Південна Корея    | 2 – 0                   | Малайзія          | Кубок Короля 1970                  | -    |          |
| 20-11-1970 | Бангкок      | Таїланд           | 0 – 1                   | Південна Корея    | Кубок Короля 1970                  | -    |          |
| 11-12-1970 | Бангкок      | Південна Корея    | 1 – 0                   | Іран              | Азійські ігри                      | -    |          |
| 13-12-1970 | Бангкок      | Південна Корея    | 0 – 0                   | Індонезія         | Азійські ігри                      | -    |          |
| 15-12-1970 | Бангкок      | Таїланд           | 1 – 2                   | Південна Корея    | Азійські ігри                      | -    |          |
| 18-12-1970 | Бангкок      | Південна Корея    | 2 – 1                   | Японія            | Азійські ігри                      | -    | 45'      |
| 20-12-1970 | Бангкок      | Бірма             | 0 – 0                   | Південна Корея    | Азійські ігри                      | -    |          |
| 2-5-1971   | Сеул         | Південна Корея    | 1 – 0                   | Таїланд           | Кубок Президента 1971              | -    |          |
| 6-5-1971   | Сеул         | Південна Корея    | 5 – 1                   | Малайзія          | Кубок Президента 1971              | -    |          |
| 9-5-1971   | Сеул         | Південна Корея    | 2 – 0                   | Камбоджа          | Кубок Президента 1971              | -    |          |
| 11-5-1971  | Сеул         | Південна Корея    | 3 – 0                   | Індонезія         | Кубок Президента 1971              | -    |          |
| 13-5-1971  | Сеул         | Південна Корея    | 0 – 0                   | Бірма             | Кубок Президента 1971              | -    |          |
| 15-5-1971  | Сеул         | Південна Корея    | 0 – 0                   | Бірма             | Кубок Президента 1971              | -    |          |
| 10-9-1971  | Сеул         | Південна Корея    | 2 – 0                   | Іран              | товариський матч                   | -    |          |
| 12-9-1971  | Сеул         | Південна Корея    | 0 – 2                   | Іран              | товариський матч                   | -    | 45'      |
| 8-11-1971  | Бангкок      | Південна Корея    | 2 – 2                   | Малайзія          | Кубок Короля 1971                  | -    |          |
| 12-11-1971 | Бангкок      | Південна Корея    | 0 – 0                   | Індонезія         | Кубок Короля 1971                  | -    |          |
| 16-11-1971 | Бангкок      | Таїланд           | 0 – 1                   | Південна Корея    | Кубок Короля 1971                  | -    |          |
| 7-5-1972   | Бангкок      | Південна Корея    | 0 – 0 д.ч. (2 - 4 п.п.) | Ірак              | Кубок Азії 1972 - попередній раунд | -    |          |
| 10-5-1972  | Бангкок      | Південна Корея    | 4 – 1                   | Камбоджа          | Кубок Азії 1972 - 1-й етап         | -    |          |
| 12-5-1972  | Бангкок      | Південна Корея    | 1 – 2                   | Кувейт            | Кубок Азії 1972 - 1-й етап         | -    |          |
| 17-5-1972  | Бангкок      | Таїланд           | 1 – 2 д.ч. (2 - 1 п.п.) | Південна Корея    | Кубок Азії 1972 - півфінал         | -    |          |
| 19-5-1972  | Бангкок      | Іран              | 2 – 1                   | Південна Корея    | Кубок Азії 1972 - фінал            | -    |          |
| 15-7-1972  | Куала-Лумпур | Гонконг           | 0 – 0                   | Південна Корея    | Pestabola Merdeka 1972             | -    |          |
| 17-7-1972  | Куала-Лумпур | Таїланд           | 0 – 2                   | Південна Корея    | Pestabola Merdeka 1972             | -    |          |
| 19-7-1972  | Куала-Лумпур | Південна Корея    | 4 – 1                   | Сінгапур          | Pestabola Merdeka 1972             | -    |          |
| 23-7-1972  | Куала-Лумпур | Південна Корея    | 2 – 0                   | Індонезія         | Pestabola Merdeka 1972             | -    |          |
| 26-7-1972  | Куала-Лумпур | Південна Корея    | 3 – 0                   | Японія            | Pestabola Merdeka 1972             | -    |          |
| 29-7-1972  | Куала-Лумпур | Малайзія          | 1 – 2                   | Південна Корея    | Pestabola Merdeka 1972             | -    |          |
| 14-9-1972  | Токіо        | Японія            | 2 – 2                   | Південна Корея    | Щорічний матч Корея-Японія         | -    |          |
| 20-9-1972  | Сеул         | Південна Корея    | 3 – 0                   | Таїланд           | Кубок Президента 1972              | -    |          |
| 22-9-1972  | Сеул         | Південна Корея    | 3 – 1                   | Камбоджа          | Кубок Президента 1972              | -    |          |
| 24-9-1972  | Сеул         | Південна Корея    | 2 – 0                   | Малайзія          | Кубок Президента 1972              | -    |          |
| 27-9-1972  | Сеул         | Південна Корея    | 0 – 1                   | Бірма             | Кубок Президента 1972              | -    |          |
| 30-9-1972  | Сеул         | Південна Корея    | 1 – 0                   | Малайзія          | Кубок Президента 1972              | -    |          |
| 22-10-1972 | Сеул         | Південна Корея    | 1 – 1                   | Австралія         | товариський матч                   | -    |          |
| 24-10-1972 | Сеул         | Південна Корея    | 0 – 2                   | Австралія         | товариський матч                   | -    |          |
| Усього     |              | Матчів            | 80                      |                   | Голів                              | 0    |          |

## Титули і досягнення

### Гравець
- Переможець Азійських ігор: 1970
- Срібний призер Кубка Азії: 1972

### Тренер
- Чемпіон Південної Кореї: 1998, 1999
- Володар Кубка Південної Кореї: 2002
- Володар Кубка південнокорейської ліги: 1999 (Daehan Fire Insurance Cup), 1999 (Adidas Cup), 2000, 2001
- Володар Суперкубка Південної Кореї: 1999, 2000
- Переможець Кубка чемпіонів АФК : 2000–01, 2001–02
- Володар Суперкубка Азії: 2001, 2002